# Nationalpark Phu Pha Lek
Der Nationalpark Phu Pha Lek  (Thai อุทยานแห่งชาติภูผาเหล็ก) ist ein Nationalpark in der Provinz Sakon Nakhon in der Nordost-Region (Isan) von Thailand.

## Lage
Der Nationalpark Phu Pha Lek dehnt sich auf etwa 419 km² über Teile des Phu-Phan-Höhenzugs aus, der höchste Punkt ist Phu Ang Sor bei einer Höhe von 695 Metern. Der Park erstreckt sich zwischen 17° 15' und 16° 49' östl. Breite und 103° 15' und 103° 50' nördl. Länge auf etwa 200 bis 600 Meter Höhe über dem Meeresspiegel. 
Mehrere Dämme versorgen die Bevölkerung mit Wasser, so der Nam-Un-Damm (Thai: เขื่อนน้ำอูน) und der Lampao-Damm (Thai: เขื่อนลำปาว).

## Topographie
Im Nationalpark liegen die Quellgebiete mehrerer Flüsse, so unter anderem:
- Maenam Songkhram (Thai: แม่น้ำสงคราม)
- Lam-nam Yam (Thai: ลำน้ำยาม)
- Lam-nam Un (Thai: ลำน้ำอูน)

## Klima
Das Klima ist tropisch-monsunal. Die Sommer sind von März bis Mai und mit 40 °C sehr heiß. Oft brechen während dieser Zeit Waldbrände aus. Die Regenzeit dauert von Juni bis Oktober, der Jahresniederschlag beträgt etwa 1000 bis 1300 mm. Die kalte Jahreszeit ist zwischen November und Februar bei etwa 15 bis 20 °C.

## Fauna und Flora
Die Flora besteht meist aus Dipterocarpus-Wald in dem Baum-Arten der Familie der Flügelfruchtgewächse dominieren. In den Tälern findet sich Mischwald mit beispielsweise Rosenholz, Eisenholz, Birmanisches Ebenholz. Es kommen einzelne Arten der Taxa Bambus und Ingwergewächse vor. 
In der Fauna sind zu nennen einige Arten aus den Taxa Hirsche, Affen (wie Languren), Hörnchen, Schlangen sowie Vögel. Einige Tierarten sind bedroht, da die einheimische Bevölkerung auf die Jagd geht.

## Sehenswürdigkeiten
- Pha Pak Wan (ภาพเขียนก่อนประวัติศาสตร์ผาผักหวาน) – etwa 3600 Jahre alte Felsmalereien bei Ban Phu Takham; gezeichnet sind Frauen, sich in einer Reihe an den Schultern halten
- Dinosaurier-Friedhof (สุสานไดโนเสาร์) – viele Saurier und versteinerte Pflanzen wurden im Zentrum der Phu Pha Lek-Berge und am Rande der Wälder gefunden
- Pha Suriyan (ผาสุริยันต์) – eine Klippe mit einem schönen Blick über den Nationalpark
- Pha Dong Kor (ผาดงก่อ) – eine weitere Klippe an der Spitze des Phu Pha Lek, mit einem Fels, der in die Tiefe zu fallen droht
- Pha Nam Joke (ผาน้ำโจ้ก) – diese Höhe bietet einen Überblick über das Huay Huad-Becken und die Provinzen Udon Thani und Khon Kaen